# (3387) Greenberg
(3387) Greenberg est un astéroïde de la ceinture principale.

## Description
(3387) Greenberg est un astéroïde de la ceinture principale. Il fut découvert le 20 novembre 1981 à la station Anderson Mesa par Edward L. G. Bowell. Il présente une orbite caractérisée par un demi-grand axe de 2,60 UA, une excentricité de 0,19 et une inclinaison de 12,9° par rapport à l'écliptique.

## Compléments